# 斯科特·劳埃德
斯科特·G·劳埃德（英語：Scott G. Lloyd，1952年12月19日—），美国NBA联盟前职业篮球运动员。他在1976年的NBA选秀中第2轮第24顺位被密尔沃基雄鹿选中。